# Alarcess
Alarcess (auch Alarces, Alarcès, Alarçès, Alarsas, Alarses, Alarsès, Alerces, Alercès, Alerçès) ist ein Dorf im Gemeindegebiet von Agadez in Niger.

## Geographie
Die ländliche Siedlung mit ihren weitläufigen Dattelpalmen-Hainen hat den Charakter einer Oase und befindet sich im Tal Téloua rund fünf Kilometer nordöstlich der Altstadt von Agadez. Sie besteht aus Alarcess Toudou Bila, dem Sitz des traditionellen Ortsvorstehers, sowie aus den Weilern Alarcess Aladab, Alarcess Alkinkin, Alarcess Azamala (Takaya) und Alarcess Tchiguefan. In Alarcess Tchiguefan kreuzen sich der 17. nördliche Breitengrad und der 8. Längengrad.

## Geschichte
Alarcess ist nach einem gleichnamigen Brunnen benannt, um den die Siedlung entstanden ist. In vorkolonialer Zeit war Alarcess eine reine Sklaven-Siedlung, deren Bewohner für ihre Herren in der Stadt Agadez Gemüse anbauten. Nach der gescheiterten Revolte von 1917 gegen die französische Kolonialherrschaft wurde Alarcess von der adeligen Oberschicht aus Dörfern im Tal von Iférouane besiedelt.

## Bevölkerung
Bei der Volkszählung 2012 hatte Alarcess 3102 Einwohner, die in 506 Haushalten lebten. Bei der Volkszählung 2001 betrug die Einwohnerzahl 2506 in 400 Haushalten und bei der Volkszählung 1988 belief sich die Einwohnerzahl auf 1556 in 276 Haushalten.

## Kultur
Im Rahmen des jährlichen Volksfests Bianou verbringt die Jugend von Agadez eine Nacht in Alarcess.

## Wirtschaft und Infrastruktur
Im Dorf leben vor allem Handwerker und Gärtner. Die Dattelpalmen-Haine gehören oft seit langem Familien aus dem Stadtzentrum. Als Reaktion auf Grenzschließungen und das Verschwinden des Tourismus in der Region wurde Ende der 1990er Jahre mit europäischer Unterstützung eine Handwerker-Kooperative in Alarcess gegründet. Beim Dorf verläuft die 135 Kilometer lange Landstraße RR1-001 zwischen dem urbanen Zentrum von Agadez und dem Gemeindehauptort Tabelot. Es handelt sich um eine einfache Piste.